# Вакизака Јасухару
Вакизака Јасухару (1554-1626), јапански војсковођа из периода Азучи-Момојама и Едо.

## Биографија
Вакизака Јасухару био је самурај у служби Акечи Мицухиде-а, а после његове смрти (1882) служио је Тојотоми Хидејошија. Године 1585. добио је у посед острво Аваџи, са годишњим приходом од 30.000 кокуа. Командовао је делом јапанске флоте током јапанске инвазије Кореје (1592—1598) и поражен је у бици код острва Хансан (8. јула 1592) од стране адмирала Ји Сун Сина.
Пред битку код Секигахаре (1600) определио се за поражену Западну армију под командом Ишида Мицунарија, али је током битке заједно са Кобајакава Хидеакијем прешао на страну Токугава, доприневши тако њиховој победи. После битке заузео је на јуриш Ишидин замак Савајама.